# Gerson Sheotahul
Gerson Sheotahul (Amsterdam, 19 aprile 1987) è un ex calciatore olandese, di ruolo attaccante.

## Carriera

### Club
Ha giocato nella massima serie olandese.